# 24 ťie-čchi
Systém solárních uzlů (solárních období), nebo také solárních dechů (čínsky: 节气; pchin-jin: jiéqì; český přepis: ťie-čchi) patří mezi stěžejní komponenty čínského lunisolárního kalendáře. Tento systém rozděluje ekliptiku Země při oběhu kolem Slunce na 24 úseků po 15° a zajišťuje synchronizaci kalendáře s nástupem ročních období.
Kompletní systém byl poprvé popsán v kalendáři Tchaj-čchu v roce 104 před n. l. Protože je v souladu s kolísáním principů jin a jang, mimo zemědělství je přínosný i v tradiční čínské medicíně. Dělí se na 12 sudých/větších uzlů (čínsky: 中气; pchin-jin: zhōngqì) a 12 lichých/menších uzlů (čínsky: 节气; pchin-jin: jiéqì). Výrazem ťie-čchi tak můžeme myslet jak celý systém, tak jen liché uzly, v širším smyslu i časové úseky mezi jednotlivými uzly.
Pohyb pravého slunce není rovnoměrný, což Číňané věděli už od 7. století, ale ve výpočtech solárních uzlů používali až do roku 1645, kdy proběhla poslední reforma kalendáře, střední sluneční čas (čínsky: 平气; pchin-jin: píngqì). Tento systém pak nahradili pravým slunečním časem (čínsky: 定气; pchin-jin: dìngqì), kde solární uzly jsou od sebe dále nebo blíže.
Kromě 24 solárních období byl solární rok rozdělován úžeji na 72 sezónních ukazatelů (čínsky: 七十二候; pchin-jin: qīshí èr hòu), zmíněných již v Knize obřadů, které odkazují na transformace přírody: např. Tání ledů, Burácení hromů, Rozkvétání broskvoňů, Přílet vlaštovek, Shoz paroží a další. 

## Osm uzlů
Čtyři sudé uzly, tzv. sezónní markery, odpovídají zimnímu a letnímu slunovratu a jarní a podzimní rovnodennosti a udávají začátky astronomických ročních období. Čtyři z lichých uzlů, známé jako „čtyři korunovace“ (čínsky: 四立; pchin-jin: sìlì) pak udávají začátky čínských ročních období, což je pro rolnický kalendář stěžejní. Např. solární uzel Začátek jara (čínsky: 立春; pchin-jin: lìchūn) tak spadá mezi zimní slunovrat a jarní rovnodennost. Další uzly označují období horka, zimy, dešťů a transformace přírody spojené se zemědělstvím.
Dva z uzlů jsou čínskými svátky, které mají pevné datum v gregoriánském kalendáři: Čcching-ming, který připadá na 5. dubna a Tung-č', který odpovídá zimnímu slunovratu okolo 22. prosince. Všechny ostatní svátky se v západním kalendáři pohybují, přičemž v čínském kalendáři připadají na určitý den určitého lunárního měsíce.

## Seznam 24 solárních období
| čínsky | pchin-jin   | překlad               | datum v gregoriánském kalendáři |
| ------ | ----------- | --------------------- | ------------------------------- |
| 立春   | lìchūn      | Začátek jara          | 4. únor                         |
| 雨水   | yǔshuǐ      | Dešťová voda          | 19. únor                        |
| 惊蛰   | jīngzhé     | Probouzení hmyzu      | 6. březen                       |
| 春分   | chūnfēn     | Jarní rovnodennost    | 21. březen                      |
| 清明   | qīngmíng    | Jasno a světlo        | 5. duben                        |
| 谷雨   | gǔyǔ        | Obilný déšť           | 20. duben                       |
| 立夏   | lìxià       | Začátek léta          | 6. květen                       |
| 小满   | xiǎomǎn     | Růst obilí            | 21. květen                      |
| 芒种   | mángzhòng   | Zrání obilí           | 6. červen                       |
| 夏至   | xiàzhì      | Letní slunovrat       | 22. červen                      |
| 小暑   | xiǎoshǔ     | Mírné horko           | 7. červenec                     |
| 大暑   | dàshǔ       | Velké horko           | 23. červenec                    |
| 立秋   | lìqiū       | Začátek podzimu       | 8. srpen                        |
| 处暑   | chǔshǔ      | Konec horka           | 23. srpen                       |
| 白露   | báilù       | Bílá rosa             | 8. září                         |
| 秋分   | qiūfēn      | Podzimní rovnodennost | 23. září                        |
| 寒露   | hánlù       | Chladná rosa          | 8. říjen                        |
| 霜降   | shuāngjiàng | Jinovatka             | 24. říjen                       |
| 立冬   | lìdōng      | Začátek zimy          | 8. listopad                     |
| 小雪   | xiǎoxuě     | Malý sníh             | 22. listopad                    |
| 大雪   | dàxuě       | Velký sníh            | 7. prosinec                     |
| 冬至   | dōngzhì     | Zimní slunovrat       | 22. prosinec                    |
| 小寒   | xiǎohán     | Malá zima             | 6. leden                        |
| 大寒   | dàhán       | Velká zima            | 20. leden                       |

## Slepý rok[1]
Připadne-li solární období Začátek jara ne na začátek, ale konec roku, je to tzv. slepý rok. Rok, který je úplně bez Začátku jara, je označován jako dvakrát slepý, nebo také rok vdovy.

## Jasný rok[1]
Jasný rok je takový, kde Začátek jara je na jeho začátku a na konci ne. Proběhne-li v témže roce Začátek jara dvakrát, je to dvakrát jasný rok, nebo také rok dvojitého jara (čínsky: 双春; pchin-jin: shuāngchūn). To se stane jen tehdy, je-li rok přestupný.

## Rok dvojitého jara a dvojitého deště[1]
Rok dvojitého jara a dvojitého deště (čínsky: 双春双雨; pchin-jin: shuāng chūn shuāng yǔ) je takový, ve kterém nastanou dvakrát solární období Začátek jara a Dešťová voda. Mezi lety 1645 až 1984 takový rok nastal 13× a další bude následovat v letech 2033 a 2053.